# Ceccano Calcio 1920
Il Ceccano Calcio 1920 è una società calcistica italiana con sede nella città di Ceccano.
È la diretta discendente della Annunziata Ceccano (fallita nel 1957) prima, e dell'Associazione Sportiva Dilettantistica Ceccano poi (fallita nel 2015). Milita nella stagione 2019-2020 in Promozione Lazio.
Gioca le partite in casa sul campo intitolato a Dante Popolla, una delle tante vittime ceccanesi della seconda guerra mondiale.

## Storia
In poco più di 100 anni di storia l'ASD Ceccano non ha mai raggiunto i livelli professionistici disputando dieci stagioni nella quarta serie del calcio italiano: nel 1954 è ammesso alla IV Serie, dove rimane per tre stagioni, prima di iscriversi al campionato di Promozione.
Torna in Serie D nella stagione 1994-1995, e vi rimane per altre otto stagioni, fino alla retrocessione in Eccellenza nel 2002. Negli anni successivi, il Ceccano totalizza 4 retrocessioni consecutive, raggiungendo la Seconda Categoria.
Il presidente Aversa chiama il Mister Livio Pizzuti che in 2 anni riporta la società in promozione puntando sui talenti locali.
Il 7 luglio 2009 avviene ufficialmente la fusione tra l'Associazione Sportiva Ceccano (militante in Promozione) e l'ASD Ferentino (neo-retrocesso in Eccellenza). Dopo diversi anni in Eccellenza retrocede in Promozione, nel 2015 la squadra non viene iscritta al campionato di Promozione per debiti societari e cambia denominazione in A.S.D. Ceccano Calcio 1920 ripartendo dalla Terza Categoria.
Il nuovo presidente Davide Tiberia richiamano Pizzuti come direttore sportivo che sceglie Domenico Maliziola come tecnico e in due stagioni la squadra risale in Prima Categoria. Dopo un campionato terminato con una tranquilla salvezza con l'arrivo del Presidente Thomas Iannotta e il DG Sergio Milo il Ceccano vince il campionato conquistando la Promozione. Nell'ottobre 2020 il presidente Iannotta lascia la presidenza all'Avvocato Gialluca Masi che avvia un progetto di azionariato popolare.

## Palmarès

### Competizioni regionali
- Prima Divisione: 1

1951-1952 (girone D)
- Eccellenza: 1

1993-1994 (girone B)
- Promozione: 1

Primo posto 1953-1954 (girone B)
- Prima Categoria: 4

1978-1979 (girone G), 1989-1990 (girone F), 2007-2008 (girone H), 2018-2019 (girone I)
- Seconda Categoria: 1

1987-1988 (girone O)

### Competizioni provinciali
- Terza Categoria: 1

2015-2016 (girone A)

## Tifoseria

### Storia

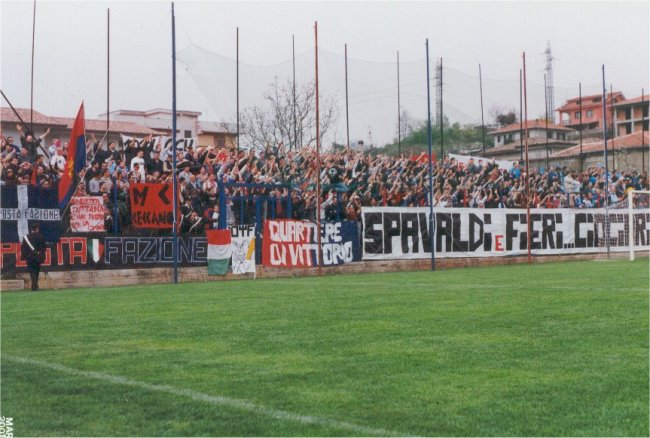
La Curva Nord Ceccanese nel derby della Ciociaria tra Ceccano e Frosinone.

Il simbolo della tifoseria ceccanese è la Curva Nord dello stadio Dante Popolla.
Nel corso degli anni diversi sono i gruppi organizzati che hanno seguito la squadra dalla serie D alla Terza categoria.
Essi sono: Eagles78, Disorder, Manicomio Criminale, Opposta Fazione, Pirates Group1996, Banda Fabraterna, Nuove Leve, Quelli del Sottopassaggio, Quartiere Di Vittorio, Inferno Fabraterno, Commandos, Scauzzacani e le Valchirie.

### Gemellaggi e rivalità
La tifoseria organizzata ceccanese è caratterizzata da una forte rivalità nei confronti di quella del capoluogo Frosinone, incontrata tra la fine degli anni Novanta e l'inizio di quelli 2000. Pessimi rapporti anche con i tifosi dell'Isola Liri e Terracina.